# 东沙春柏蛹笔螺
东沙春柏蛹笔螺（学名：Vexillum pratasense），是新腹足目蛹笔螺科蛹笔螺属的一种。主要分布于台湾，常栖息在深海泥沙底。